# Церква Успіння Богородиці (Вербень)
Церква Успіння Богородиці — чинна церква ПЦУ в селі Вербень Дубенського району Рівненської області. Зведена 1877 року.

## Історія
Освячена у 1880 році 27 серпня в ім'я Успіння Божої Матері зусиллями прихожан цього храму, християн села Вербень. За поданням М. Теодоровича церква Успіня Присвятої Богородиці в Вербні побудована на місці дуже старої. Побудована на кошти прихожан. Дерев'яна з такою ж дзвіницею на кам'яному фундаменті.
Копії метричних книг зберігаються з 1746 року. Під церкву виділено 1 дес. 1400 сажнів, землі для обробітку 30 дес. 824 саж. сінокосу 6 дес. 1350 саж. На ту землю «имьется эрекция» дана 30 жовтня 1750 року поміщиками Іваном та Шимоном Петрушевським і Михайлом Рогозенським і оригіналом що зберігається в архіві Волинської духовної Консисторії. Священик і прихід користується землею безперешкодно.

## Опис
У храмі зберігаються дуже гарні і цінні ікони, а також іконостас, написані майстрами із Санкт-Петербурга. Старші люди запам'ятали лише прізвище, можливо, першого священика — Вовк. Він залишив парафію у 1929 році. На цю ж парафію призначили Андрія Яблонського, який прослужив у цьому храмі 40 років. Довгий час в історії села Вербень дуже мало відомостей було про настоятеля церкви Успіння Пресвятої Богородиці Яблоського Андрія. Допомогла у цьому книга подарована сином Андрія Яблонського — Валентином Андрійовичем Яблонським. (8.12.1930 р.н. село Вербень). Отець Андрій Яблонський народився у Вишгородку у багатодітній сім'ї: мав два брати і чотири сестри. Два рази на тиждень ходив на уроки Закону Божого до місцевої школи. Розповідають, що він малював ікони, які і сьогодні збереглися на стінах церкви. Після його смерті, до служіння приступив Жибжицький та він довго не затримався. Через чотири роки його змінив Шевчук Анісій, який прослужив 21 рік.
З 4 грудня 1992 року у храмі Успіня Божої Матері розпочав свою службу Василь Іванович Парфанюк. Впродовж всього функціонування храм ніколи не закривався, хоча були спроби. Спочатку у церкві не було дзвонів. Їх привезли у 1935 р., а під час війни закопали, щоб вберегти від ворогів.
В урочищі, яке у нас називають Крейда, або Вапельня є козацький хрест. Як стверджують старожили, що то могила пушкаря з війська Богдана Хмельницького Мартина Тернового. «…У селі Вербень Терновий дожив до глибокої старості і помер. Поховали його на цвинтарі біля вапнярні…» Про це говориться і в книзі Цимбалюка Є. «Млинівщана: погляд у минуле» 1991 року видання. Старі люди ще пам'ятають той цвинтар. Називають те місце Монастирщеною. Тому, що на тому місці була церква яку спалили монголо-татари, а дехто стверджує, що то хрест залишився на місці престолу від спаленої церкви.
У 2017 році храм постраждав від грабіжників - було викрадено дві цінні ікони.